# 821-й истребительный авиационный полк
821-й истребительный авиационный ордена Суворова полк (821-й иап) — воинская часть Военно-Воздушных сил (ВВС) Вооружённых Сил РККА, принимавшая участие в боевых действиях Великой Отечественной войны, в Советско-японской войне и в Корейской войне.

## Наименования полка

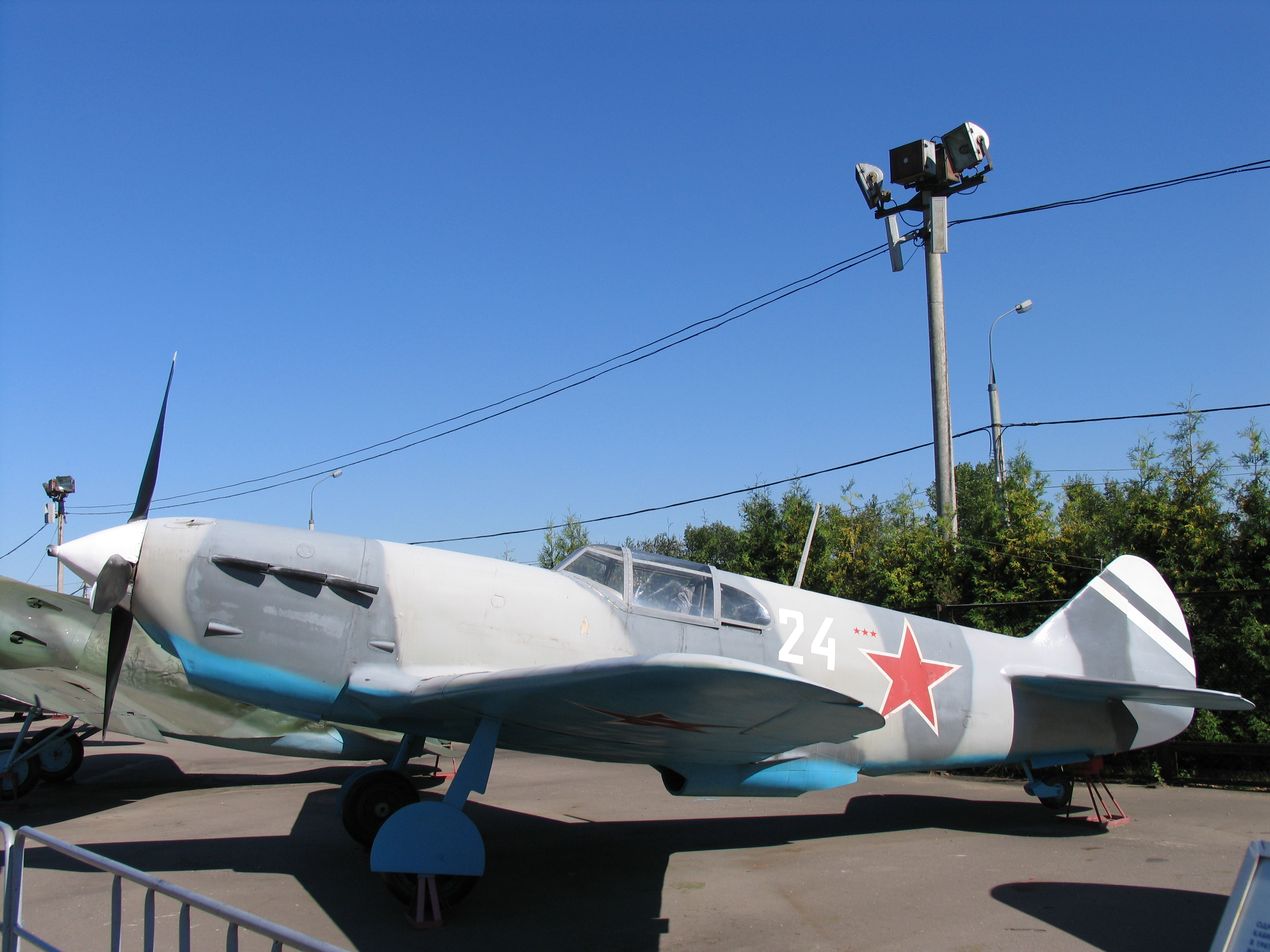
ЛаГГ-3

- Истребительный авиационный полк "В";
- 821-й истребительный авиационный полк;
- 821-й истребительный авиационный ордена Суворова полк;
- 821-й истребительный авиационный ордена Суворова полк ПВО;
- Полевая почта 21261.

## Создание полка
Полк сформирован 16 января 1941 года при 4-м запасном истребительном авиаполку Приволжского военного округа на аэродроме в г. Моршанск Тамбовской области как Истребительный авиационный полк под литерой «В». 30 января 1941 года в 25-м зиап Закавказского военного округа в г. Аджикабул приступил к переучиванию личного состава на МиГ-3, но перевооружён не был. 23 марта 1942 года переименован в 821-й истребительный авиационный полк.

## Переименование полка
821-й истребительный авиационный ордена Суворова полк 4 апреля 1960 года был передан в состав войск ПВО и получил наименование 821-й истребительный авиационный ордена Суворова полк ПВО.

## Расформирование полка
821-й истребительный авиационный ордена Суворова полк ПВО в связи с проводимыми сокращениями Вооружённых сил в 1994 году был расформирован в составе 23-го корпуса ПВО на аэродроме Хвалынка (Спасск-Дальний).

## В действующей армии
В составе действующей армии:

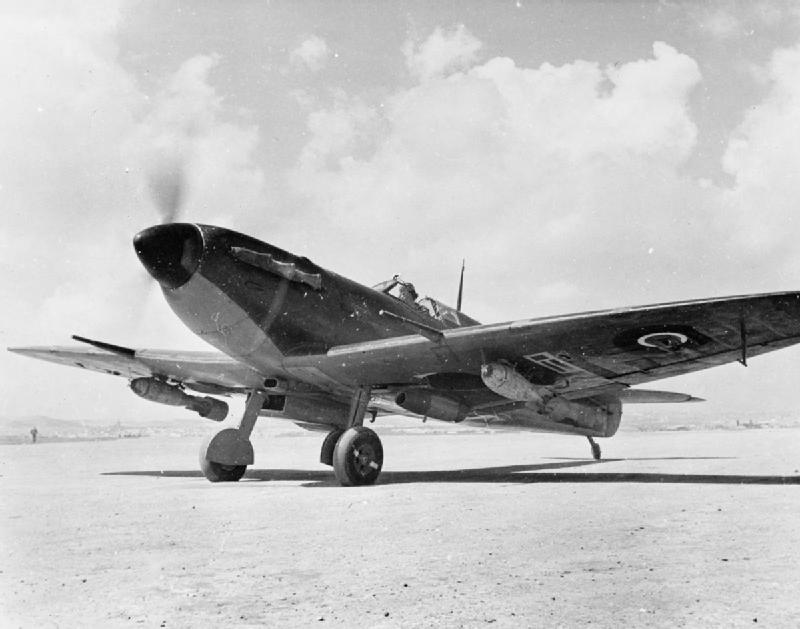
Спитфайр

- с 10 мая 1942 года по 16 августа 1942 года,
- с 13 сентября 1942 года по 4 декабря 1942 года,
- с 19 июля 1943 года по 29 декабря 1943 года,
- с 3 июня 1944 года по 9 мая 1945 года,
- с 9 августа 1945 года по 3 сентября 1945 года.

## Командиры полка
- майор Матвеев Григорий Михайлович (погиб)[2], 10.1941 — 23.05.1942
- майор Соколов Михаил Иванович (погиб)[2], 24.05.1942 — 15.11.1942
- майор Чалов Владимир Макарович[2], 25.12.1942 — 15.05.1944
- майор, подполковник Мирошников Пётр Павлович[2], 17.05.1944 — 31.12.1945

## В составе соединений и объединений
| Период        | Фронт (округ)                                     | армия                                   | корпус                                     | дивизия                                            | примечание                                                      |
| ------------- | ------------------------------------------------- | --------------------------------------- | ------------------------------------------ | -------------------------------------------------- | --------------------------------------------------------------- |
| 16.10.1941 г. | Приволжский военный округ                         | ВВС округа                              |                                            | 4-й запасной истребительный авиационный полк       | Моршанск Тамбовской области                                     |
| 30.01.1942 г. | Закавказский фронт                                | ВВС фронта                              |                                            | 25-й запасной истребительный авиационный полк      | Аджикабул АзССР                                                 |
| 23.03.1942 г. | Закавказский фронт                                | ВВС фронта                              |                                            | 25-й запасной истребительный авиационный полк      | Аджикабул АзССР, переименован в 821-й иап                       |
| 16.04.1942 г. | Приволжский военный округ                         | ВВС округа                              |                                            | 3-й запасная авиационная бригада                   | г. Саратов, Як-1                                                |
| 10.05.1942 г. | Закавказский фронт                                | ВВС фронта                              |                                            | 15-я ударная авиационная группа                    | Як-1                                                            |
| 15.07.1942 г. | Закавказский фронт                                | 5-я воздушная армия                     |                                            | 236-я истребительная авиационная дивизия           | Як-1                                                            |
| 16.08.1942 г. | Закавказский фронт                                | ВВС фронта                              |                                            | 26-й запасной истребительный авиационный полк      | ст. Сандары Грузинская ССР, ЛаГГ-3                              |
| 13.09.1942 г. | Закавказский фронт                                | 4-я воздушная армия                     | Северная группа войск Закавказского фронта | 217-я истребительная авиационная дивизия           | ЛаГГ-3                                                          |
| 12.12.1942 г. | Закавказский фронт                                | ВВС фронта                              |                                            | 26-й запасной истребительный авиационный полк      | ст. Сандары Грузинская ССР, переформирован                      |
| 01.03.1943 г. | Закавказский фронт                                | ВВС фронта                              |                                            | 25-й запасной истребительный авиационный полк      | Аджикабул АзССР, Spitfire V                                     |
| 19.07.1943 г. | Северо-Кавказский фронт                           | 4-я воздушная армия                     |                                            | 9-я гвардейская истребительная авиационная дивизия | Spitfire V, боевой работы не вёл                                |
| 01.08.1943 г. | Северо-Кавказский фронт                           | 4-я воздушная армия                     |                                            | 229-я истребительная авиационная дивизия           | Spitfire V                                                      |
| 25.08.1943 г. | Южный фронт                                       | 8-я воздушная армия                     |                                            | 236-я истребительная авиационная дивизия           | Spitfire V                                                      |
| 28.09.1943 г. | Южный фронт                                       | 8-я воздушная армия                     |                                            | 236-я истребительная авиационная дивизия           | Spitfire V, боевой работы не вёл                                |
| 20.10.1943 г. | 4-й Украинский фронт                              | 8-я воздушная армия                     |                                            | 236-я истребительная авиационная дивизия           | боевой работы не вёл, аэр. Хутунок (г. Новочеркасск), Аэрокобра |
| 25.11.1943 г. | 1-й Украинский фронт                              | 8-я воздушная армия                     |                                            | 6-я гвардейская истребительная авиационная дивизия | продолжил переучивание, Аэрокобра                               |
| 29.12.1943 г. | Резерв Ставки ВГК                                 |                                         | 11-й истребительный авиационный корпус     | 190-я истребительная авиационная дивизия           | Аэрокобра                                                       |
| 05.01.1944 г. | Резерв Ставки ВГК                                 |                                         | 11-й истребительный авиационный корпус     | 190-я истребительная авиационная дивизия           | перебазировался наземным эшелоном на аэр. Хотилово              |
| 02.06.1944 г. | Резерв Ставки ВГК                                 |                                         | 11-й истребительный авиационный корпус     | 190-я истребительная авиационная дивизия           | завершил освоение самолётов Аэрокобра                           |
| 03.06.1944 г. | 1-й Прибалтийский фронт                           | 3-я воздушная армия                     | 11-й истребительный авиационный корпус     | 190-я истребительная авиационная дивизия           | Аэрокобра                                                       |
| 24.02.1945 г. | Земландская группа войск 3-го Белорусского Фронта | 3-я воздушная армия                     | 11-й истребительный авиационный корпус     | 190-я истребительная авиационная дивизия           | Аэрокобра                                                       |
| 03.04.1945 г. | 3-й Белорусский фронт                             | 3-я воздушная армия                     | 11-й истребительный авиационный корпус     | 190-я истребительная авиационная дивизия           | Аэрокобра                                                       |
| 07.05.1945 г. | Ленинградский фронт                               | 15-я воздушная армия                    | 11-й истребительный авиационный корпус     | 190-я истребительная авиационная дивизия           | Аэрокобра                                                       |
| 09.05.1945 г. | Ленинградский фронт                               | 15-я воздушная армия                    | 11-й истребительный авиационный корпус     | 190-я истребительная авиационная дивизия           | Аэрокобра                                                       |
| 09.07.1945 г. | Прибалтийский военный округ                       | 15-я воздушная армия                    | 11-й истребительный авиационный корпус     | 190-я истребительная авиационная дивизия           | Аэрокобра                                                       |
| 10.07.1945 г. | Сибирский военный округ                           | ВВС округа                              |                                            | 45-й запасной истребительный авиационный полк      | г. Красноярск, Р-63 Кингкобра                                   |
| 08.08.1945 г. | Забайкальский фронт                               | 12-я воздушная армия                    |                                            | 190-я истребительная авиационная дивизия           | в боевом составе 32 самолёта Р-63 Кингкобра                     |
| 09.08.1945 г. | Забайкальский фронт                               | 12-я воздушная армия                    |                                            | 190-я истребительная авиационная дивизия           | Р-63 Кингкобра                                                  |
| 03.09.1945 г. | Забайкальский военный округ                       | 12-я воздушная армия                    |                                            | 190-я истребительная авиационная дивизия           | Р-63 Кингкобра                                                  |
| 01.04.1946 г. | Приморский военный округ                          | 9-я воздушная армия                     | 2-й смешанный авиационный корпус           | 190-я истребительная авиационная дивизия           | Р-63 Кингкобра                                                  |
| 20.02.1949 г. | Приморский военный округ                          | 54-я воздушная армия                    | 83-й смешанный авиационный корпус          | 190-я истребительная авиационная дивизия           | Р-63 Кингкобра                                                  |
| 01.01.1951 г. | Приморский военный округ                          | 54-я воздушная армия                    | 83-й смешанный авиационный корпус          | 190-я истребительная авиационная дивизия           | МиГ-15                                                          |
| 01.02.1952 г. | Война в Корее                                     |                                         | 64-й истребительный авиационный корпус     | 190-я истребительная авиационная дивизия           | МиГ-15                                                          |
| 01.03.1952 г. | Война в Корее                                     |                                         | 64-й истребительный авиационный корпус     | 190-я истребительная авиационная дивизия           | МиГ-15 БИС                                                      |
| 10.08.1952 г. | Дальневосточный военный округ                     | 54-я воздушная армия                    |                                            | 190-я истребительная авиационная дивизия           | МиГ-15 БИС                                                      |
| 1957 г.       | Дальневосточный военный округ                     | 1-я воздушная армия                     |                                            | 330-я истребительная авиационная дивизия           | МиГ-17                                                          |
| 04.04.1960 г. | Дальневосточный военный округ                     | 1-я Отдельная Дальневосточная армия ПВО | Приморский корпус ПВО                      | 153-я истребительная авиационная дивизия ПВО       | МиГ-17                                                          |
| 04.04.1960 г. | Дальневосточный военный округ                     | 1-я Отдельная Дальневосточная армия ПВО | Приморский корпус ПВО                      | 153-я истребительная авиационная дивизия ПВО       | МиГ-17                                                          |
| 04.04.1965 г. | Дальневосточный военный округ                     | 1-я Отдельная Дальневосточная армия ПВО | Приморский корпус ПВО                      | 153-я истребительная авиационная дивизия ПВО       | МиГ-17, Су-7                                                    |
| 04.04.1970 г. | Дальневосточный военный округ                     | 11-я Отдельная армия ПВО                | 23-й корпус ПВО                            | 153-я истребительная авиационная дивизия ПВО       | Як-28 П                                                         |
| 01.05.1980 г. | Дальневосточный военный округ                     | ВВС Дальневосточного военного округа    |                                            | 20-я истребительная авиационная дивизия ПВО        | Як-28 П                                                         |
| 01.05.1986 г. | Дальневосточный военный округ                     | 11-я Отдельная армия ПВО                | 23-й корпус ПВО                            |                                                    | МиГ-23 МЛ, МЛД                                                  |
| 1994 г.       | Дальневосточный военный округ                     | 11-я Отдельная армия ПВО                | 23-й корпус ПВО                            |                                                    | МиГ-23 МЛ, МЛД                                                  |

## Первая известная воздушная победа полка
Первая известная воздушная победа полка в Отечественной войне одержана 11 мая 1942 года: старшина Чернов в районе д. Марфовка сбил немецкий истребитель Ме-109.

## Участие в сражениях и битвах
- Боевые действия на Керченском полуострове — с 10 мая 1942 года по 15 июля 1942 года.
- Армавиро-Майкопская операция — с 6 августа 1942 года по 16 августа 1942 года.
- Моздок-Малгобекская операция — с 13 сентября 1942 года по 28 сентября 1942 года.
- Нальчикско-Орджоникидзевская операция — с 25 октября 1942 года по 12 ноября 1942 года.
- Воздушные сражения на Кубани — с апреля 1943 года по июль 1943 года
- Белорусская операция «Багратион»[3] — с 23 июня 1944 года по 29 августа 1944 года.
- Витебско-Оршанская операция — с 23 июня 1944 года по 28 июня 1944 года.
- Полоцкая операция — с 29 июня 1944 года по 4 июля 1944 года.
- Рижская операция — с 14 сентября 1944 года по 22 октября 1944 года.
- Мемельская операция — с 5 октября 1944 года по 22 октября 1944 года.
- Восточно-Прусская операция[3] — с 13 января 1945 года по 25 апреля 1945 года.
- Кёнигсбергская операция[3] — с 6 апреля 1945 года по 9 апреля 1945 года.
- Земландская операция[3] — с 13 апреля 1945 года по 25 апреля 1945 года.
- Маньчжурская операция — с 9 августа 1945 года по 2 сентября 1945 года.
- Хингано-Мукденская наступательная операция — с 9 августа 1945 года по 2 сентября 1945 года

## Награды

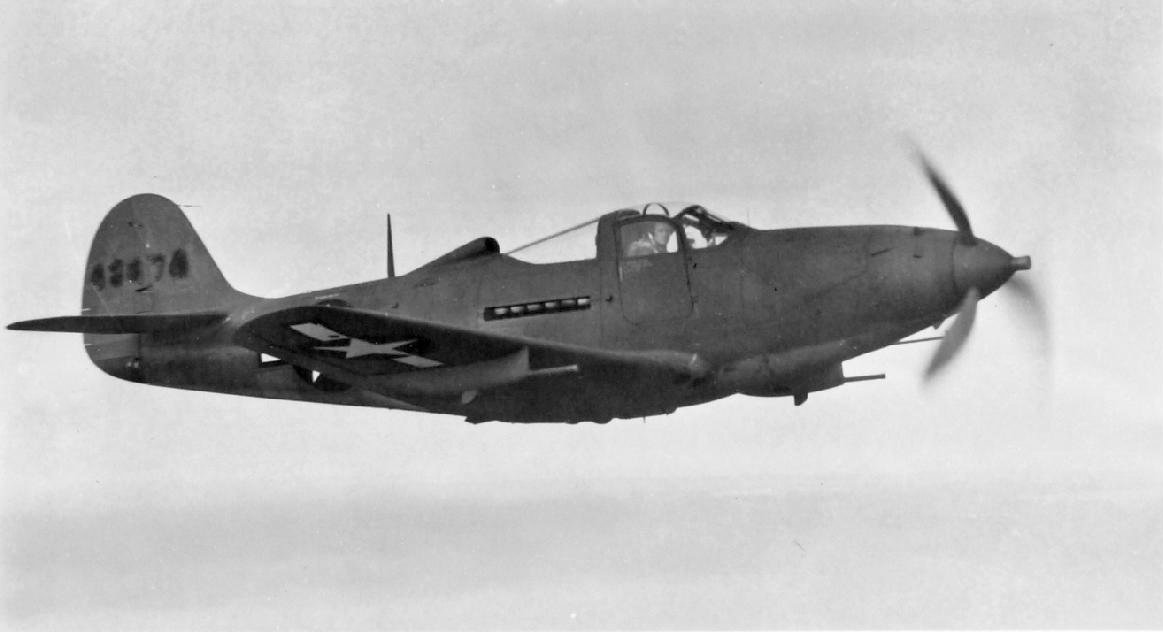
Во время Великой Отечественной войны все полки дивизии летали на Bell P-39 Airacobra

- 821-й истребительный авиационный полк за образцовое выполнение заданий командования в боях с немецкими захватчиками при прорыве обороны противника северо-западнее и юго-западнее Шяуляй (Шавли) и проявленные при этом доблесть и мужество Указом Президиума Верховного Совета СССР от 31 октября 1944 года награждён орденом «Суворова III степени»

## Благодарности Верховного Главнокомандования
Верховным Главнокомандующим объявлены благодарности полку в составе 190-й иад:
- За овладение городом Полоцк[4]
- За овладение городом Елгава (Митава)[5]
- За прорыв обороны противника северо-западнее и юго-западнее города Шяуляй[6]
- За овладение городом и крепостью Кёнигсберг[7]
- За овладение городом и крепостью Пиллау[8]
- За овладение главным городом Маньчжурии Чанчунь и городами Мукден, Цицикар, Жэхэ, Дайрэн, Порт-Артур[9]

## Статистика боевых действий
За годы Великой Отечественной войны полком:
| Выполнено боевых вылетов | Сбито самолётов противника в воздухе | Сбито самолётов противника всего |
| ------------------------ | ------------------------------------ | -------------------------------- |
| 6281                     | 92                                   | 129                              |

Свои потери:
| Потеряно самолётов, всего | Погибло лётчиков всего |
| ------------------------- | ---------------------- |
| 93                        | 36                     |

За годы Советско-японской войны полком:
| Выполнено боевых вылетов | Погибло лётчиков в воздушных боях | Потеряно самолётов |
| ------------------------ | --------------------------------- | ------------------ |
| 117                      | 0                                 | 1                  |

За годы Корейской войны полком:
| Сбито самолётов сил ООН | Погибло лётчиков в воздушных боях | Потеряно самолётов |
| ----------------------- | --------------------------------- | ------------------ |
| 45                      | 4                                 | 14                 |

## Самолёты на вооружении
| Период      | Самолёты       |
| ----------- | -------------- |
| 1942 — 1942 | Як-1           |
| 1942 — 1943 | ЛаГГ-3         |
| 1943 — 1943 | Спитфайр       |
| 1943 — 1945 | P-39 Airacobra |
| 1945 — 1951 | P-63 Kingcobra |
| 1951 — 1954 | МиГ-15         |
| 1954 — 1968 | МиГ-17         |
| 1965 — 1966 | Су-7           |
| 1968 — 1981 | Як-28 П        |
| 1981 — 1994 | МиГ-23 МЛ, МЛД |

| МиГ-17 | МиГ-15 | МиГ-17 |

## Базирование
| Период                  | Аэродромы                                             |
| ----------------------- | ----------------------------------------------------- |
| 05.1945 — 06.1945       | Нойкурен (Пионерский), Восточная Пруссия              |
| 08.08.1945 — 16.08.1945 | Чойбалсан, Монголия                                   |
| 16.08.1945 — 15.09.1945 | Ванемяо, Китай                                        |
| 16.09.1945 — 1947       | Ворошилов-Уссурийский (Уссурийск) , Приморский край   |
| 1947 — 02.1952          | Вознесенка, Приморский край                           |
| 02.1952 — 22.07.1952    | Мяогоу (Андунь), Китай                                |
| 08.1952 — 1994          | Хвалынка (Спасск-Дальний (аэродром)), Приморский край |

| Су-7 | Як-28 | МиГ-23 |

## Известные люди, служившие в полку
- Жердев Николай Прокофьевич, штурман полка. Участвуя  воздушных боях с начала войны сбил 2 самолёта лично и 3 в группе. 15 ноября 1942 года погиб в катастрофе. похоронен в айле Батаюрт Хасавюртовского района Дагестанской АССР.